# Hakadal Station
Hakadal Station (Hakadal stasjon) er en jernbanestation på Gjøvikbanen i Hakadal i Akershus fylke i Norge. Stationen består af to spor med to perroner, gangbro, parkeringsplads og en brun stationsbygning i træ opført efter tegninger af Paul Due.
Stationen blev oprettet som Hakedal 20. december 1900 men skiftede navn til Hakadal 1. september 1922. Stationen blev fjernstyret 13. december 1971 1971 men var stadig betjent for ekspedition af passagerer og gods indtil 1. januar 1971, hvor den blev gjort ubemandet.